# Muerto en familia
Muerto en familia (en inglés: Dead in the Family) es el décimo libro de la serie The Southern Vampire Mysteries de Charlaine Harris. Fue publicado en Estados Unidos el 4 de mayo de 2010 y en España en julio de 2011. Se convirtió en el n. 1 de la lista de superventas de Hardcover Fiction por el New York Times el 11 de mayo de 2010.

## Sinopsis
Al comienzo de la novela, Sookie Stackhouse todavía se está recuperando física y emocionalmente de la tortura que recibió a manos de Lochlan y Neave, dos hadas psicópatas en la historia anterior (Muerto y enterrado). Finalmente ha establecido una relación estable con Eric Nortman, el vampiro vikingo y su descarriado hermano Jason también parece haber puesto orden en su vida con una nueva novia, Michel. Sin embargo en el entorno de Sookie no dejan de surgir problemas familiares. El sire de Eric, Apio Livio Ocella, aparece en la ciudad con un hermano de sangre de Eric, el desaparecido zarevich Alexei Romanov, el heredero de los zares de Rusia, que al final de su vida contempló los horrores de la Revolución Bolchevique, incluyendo la masacre de toda su familia, lo que ha provocado graves problemas emocionales y mentales. Apio ha acudido a Eric como último recurso, para intentar devolverle la cordura a Alexei.
Mientras tanto, Bill Compton, otro vampiro y ex -novio de Sookie, todavía sufre las secuelas del envenenamiento de plata que sufrió por culpa de los dientes del hada Neave cuando rescató a Sookie de sus torturadores. No está mejorando, y la única cura parece ser sangre del linaje de su sire Lorena, pero Bill se niega a pedir ayuda a su hermana de sangre.
Por otra parte en el mundo comienza a intensificarse el rechazo y el odio por la aparición pública de los cambiantes. Algunos grupos están presionando al gobierno para que cree un sistema de registro para los cambiantes y hay sospecha de que muchos están siendo vigilados por el gobierno.
El primo de Sookie, el duende Claude, se presenta en su casa para vivir con ella, afirmando que se siente solo tras la marcha de las demás hadas (sus hermanas, Claudine y Claudette han muerto). El tío medio loco de Sookie, el duende Dermot, ha estado merodeando por los alrededores por razones desconocidas, así como otra hada desconocida. 
Sookie descubre que Judith, una "hermana de sangre" de Bill, todavía sigue viva y le pide ayuda para que le dé su sangre y lo cure de su envenenamiento. También descubre que Judith fue convertida en vampira porque se parecía a la esposa de Bill, y por eso este la evita temiendo que le odie por haber sido responsable de su conversión en vampiro. Sin embargo, tras la muerte de su mutuo sire, Lorena, Judith está más que contenta de ayudar a Bill a curarse y los dos parecen establecer una relación rápidamente.
Sookie también recibe una petición para que haga de niñera de Hunter, el hijo pequeño de su prima Hadley (asesinada unos meses atrás). Hunter también es un telépata y Sookie le ayuda a aceptar y utilizar sus poderes procurando no llamar la atención.
Finalmente Sookie descubre que Colman, padre del hijo de su prima Claudine, la culpa de su muerte y quiere vengarse, pero después de verla cuidando de Hunter, no es capaz de matarla, aunque pretende crearle problemas y que la arresten. 
La novela termina con el descontrol de Alexei Romanov, que siembra un rastro de cadáveres a su paso en un intento de reunirse con Jason, el hermano de Sookie, que mostró simpatía hacia él. En el conflicto final en la casa de Sookie los vampiros y hadas se enfrentan entre ellos. Apio Livio, Alexei y Colman mueren, y Sookie y Claude liberan a Dermot del hechizo que lo había vuelto loco.